# Conus aristophanes
Conus aristophanes, vetenskapligt beskriven 1857 av George Brettingham Sowerby II, är en art i familjen kägelsnäckor. 
Snäckan blir runt 1,8 till 4,7 cm lång. Den förekommer vid Filippinerna, Tahiti och Fiji.